# Hans A. Baensch
Hans Albrecht Baensch (* 10. September 1941 in Flensburg; † 2. November 2016) war ein deutscher Buchautor, Verleger und Aquarianer.

## Leben
Hans A. Baensch war einer von drei Söhnen des Biologen Ulrich Baensch (1917–2006), Gründer der Tetra GmbH. Nach einer Lehre als Zookaufmann trat er 1961 in die väterliche Zierfischfutterfabrik ein, bereiste nahezu alle Zierfischzentren der Erde und nahm an zwei Amazonas-Expeditionen teil, wobei er an der Entdeckung von drei Fischarten beteiligt war. 1974 erschien sein erstes Buch Kleine Seewasser-Praxis. Baensch leitete gemeinsam mit seiner Frau einen Buchverlag für Sachbücher im Bereich Aquaristik, den Mergus Verlag.

## Schriften
- Kleine Seewasser Praxis, 1974
- Gartenteich Atlas, Hans A. Baensch, Lothar Seegers, Kurt Paffrath, Melle 1992. Standardwerk für Gartenteichfreunde, Pflegehinweise für ca. 100 Kaltwasserfische im Aquarium.
- Aquarien Atlas (I–VI), Rüdiger Riehl, Hans A. Baensch: Mergus Verlag, Melle 2006, ISBN 978-3-88244-177-2
- Meerwasser Atlas, Hans A. Baensch Herausgeber und Mitautor, Melle 1992, 4. Auflage 2006, 7 Bände; Bd. 1: für Meerwasseraquarianer, Bde. 2–5: Wirbellose Tiere; Bde. 6–7: Fische aller Meere.
- Aquarien Atlas Fotoindex für die Bde. 1–5 und Register für Band 6, Melle 2007